# Едді Холман
Едвард «Едді» Холман (англ. Edward «Eddie» Holman; нар. 1946) — американський співак, кіноактор, автор пісень. Найвідоміший завдяки хітовій пісні 1970 року «Hey There Lonely Girl.» Його спеціальності варіюються від R&B та поп-музики до госпелу.

## Життєпис
Едвард Холман народився в Норфолку, штат Вірджинія, і виріс у Нью-Йорку. Його мати, помітивши, що він любив співати навіть у віці двох років, познайомила його з фортепіано та гітарою, де він швидко виявив природну схильність. Однак його здібності зводились здебільшого до церковних та сімейних зборів. У віці десяти років Едді Холман вийшов на сцену в аматорську ніч в театрі «Аполлон» і продемонстрував свій плавний теноровий голос. Його перемога в «Аполлоні» почала відкривати багато інших дверей, і незабаром він виступав у театрах на Бродвеї і навіть у Карнегі-Холі. Він регулярно виступав у «Дитячій годині» NBC.
Не бажаючи, щоб її син пропустив жодну нагоду, його мати змогла вступити до музичної школи Вікторії в Гарлемі. У Вікторії він вивчив музичне технічне ремесло і почав цвісти.
Будучи підлітком, Холман з сім'єю переїхав до Філадельфії. Після закінчення середньої школи він навчався в Університеті Чейні, де закінчив музичний факультет.
У Холмана та його дружини Шейли троє дітей. Він є рукопокладеним баптистським священиком, який використовує свої музичні таланти як інструмент розваги, так і своєї віри. Він вважає, що його талант — дар Божий, і тому його слід використовувати для прославлення свого творця. Крім того, він вважає, що «ті, хто благословен творчим талантом, несуть відповідальність заохочувати особисту відповідальність і подавати найкращий приклад завдяки сильному впливу, який вони мають на життя такої кількості молодих людей».
Він все ще проживає у Філадельфії і проводить час добровольцем місцевої громади, допомагаючи зв'язатися з менш щасливими. Він також працює в рамках Філадельфійської шкільної системи, заохочуючи молодих людей до участі у сценічному мистецтві.